# Muesser Kristóf
Muesser Kristóf, névváltozatok: Muessert, Mujszert, Müsser (Pozsony, 1712. március 19. – Sopron, 1770. december 15.) teológiai doktor, Jézus-társasági áldozópap és tanár, apostoli gyóntató. 

## Életpályája
Apja evangélikus lelkész volt Kőszegen. 1724. január 25-én a római katolikus hitre tért és 1730. október 14-én belépett a rendbe Kolozsvárt, ahol a bölcseletet tanulta. Misés pappá fölszentelve, 1733-34-ben a gimnázium alsóbb osztályaiban tanított, 1736-ban Győrött szintaxist, 1737-38-ban Kassán költészetet és ékesszólást, egyszersmind énekvezető volt. 1739-42-ben teológiát tanult Nagyszombatban, 1743-ban a III. próbaéven volt, 1744-ben Kolozsvárt az alsóbb osztályokban tanított és a növendékpapok prefektusa volt. A héber nyelvet 1745-ben Nagyszombatban, 1746-47-ben a bölcseletet Budán, a teológiát 1748-52-ben Egerben, Győrött és Nagyszombatban tanította. Ekkor Rómába küldték, ahol a Szent Péter-bazilikában a magyar zarándokoknak 1753-tól 1758-ig volt gyóntatója. Visszatérve teológiai doktorrá avatták és a Pázmány-intézetnek Bécsben 1759. augusztus 15-től 1762-ig rektora, majd a rendháznak Sopronban és 1764. január 26-tól 1767. november 4-ig Kolozsvárt főnöke volt. Azután 1767-ben Gyulafehérvárt volt házfőnök és 1768-tól Budán ház- és templomgondnok volt 1770-ig. Ezután Sopronba ment, ott érte a halál.

## Művei
- Speculum praesulum Hungariae de re litteraria bene meritorum. Cassoviae, 1737. (Elegia).
- Imago trium praeclarissimorum ecclesiae luminum, Emerici Csáki, Mich. Althan et Adami Erdődi. Cassoviae, 1738.
- Placita moralia ex oratorum principe selecta. Claudiopoli, 1744.